# AV Gothia Hannover
Der Akademische Verein Gothia (vollständig: Akademischer Verein Gothia im KV zu Hannover, kurz: AV Gothia) ist eine Studentenverbindung an der Universität Hannover. Sie ist die älteste christliche Verbindung in Hannover. Der AV Gothia ist Mitglied im Kartellverband katholischer deutscher Studentenvereine und wurde am 10. Mai 1876 als siebzehnter Kartellverein gegründet.

## Couleur
Der AV Gothia ist farbenführend. Der Wahlspruch lautet Suscipere et finire!. Die Gothia ist als christliche Verbindung nichtschlagend. Sie folgt wie alle Vereine im KV den Prinzipien Religion, Wissenschaft, Freundschaft. Das Wappen zeigt diese Prinzipien verdeutlicht durch ein Kreuz in der Helmzier (Religion), im viergeteilten Wappenschild im Uhrzeigersinn von oben links nach unten links einen Handschlag (Freundschaft), Winkel, Reißschiene und Zirkel (als Zeichen für das Polytechnikum Hannover) umgeben von 17 Sternen als Zeichen für den siebzehnten Kartellverein, den Zirkel vor den Farben Grün-Weiß-Gold sowie ein Buch und eine Schriftrolle (Wissenschaft).

## Geschichte

### Gründungsjahre
Im Jahre 1831 wurde in Hannover die Höhere Gewerbeschule eröffnet. Diese wurde 1847 zum Polytechnikum umgewandelt und im Jahre 1879 zur Technischen Hochschule erhoben. Im Laufe des Wintersemesters 1875/76 schlossen sich Studenten im Katholischen Kasino Constantia bei der Basilika St. Clemens zu einem Gesangsverein zusammen, der auch studentische Kneipen feierte. Beeinflusst vom Kulturkampf und der sich hieraus ergebenden Notwendigkeit, die Kontakte in der hannoverschen katholischen Bürgerschaft zu festigen, trat am 30. April 1876 eine Versammlung zum Zwecke der Gründung eines katholischen Studentenvereins nach dem Vorbild schon bestehender Bünde in anderen Städten zusammen, den die acht Gründer „Gothia“ nannten. Die für Vereine im KV unübliche Bezeichnung „Akademischer Verein“ wurde gewählt, um in der Zeit des Kulturkampfes Schwierigkeiten bei der Zulassung zu vermeiden. Auf dem Gründungsconvent wurde mit Georg Kegel zugleich der erste Fuchs rezipiert. Die Festlegung auf die Farben „Grün-Weiß-Gold“ folgte nach vorheriger Nachfrage beim KV, ob diese Farben schon belegt seien, was verneint wurde. Die Satzungen wurden am 10. Mai 1876 genehmigt, was als Gründungstag der Gothia gilt. Im November 1876 wurde der Verein bei der Generalversammlung als siebzehnte Korporation in den KV aufgenommen. Beim Publikationsfest im Sommersemester 1876 sprach mit Clemens Freiherr von Schorlemer-Lieser der spätere preußische Landwirtschaftsminister. Um den Verein scharte sich in der Folge eine beachtliche Zahl von Vereinsfreunden aus der katholischen Bürgerschaft. Zum ersten Stiftungsfest im Sommersemester 1877 hielt der in Hannover wohnhafte Staatsminister a. D. und Landtagsabgeordnete Ludwig Windthorst die Festrede. Windthorst besuchte in der Folge regelmäßig die Stiftungsfeste der Korporation und blieb der Gothia zeitlebens eng verbunden.
Vom Sommersemester 1883 bis zum Beginn des Sommersemesters 1884 musste sich der Verein aus Mitgliedermangel zeitweilig in suspenso erklären.
Im Sommersemester 1888 trat der Verein erstmals bei der Fronleichnamsprozession als katholische Verbindung auf. Bei der Bestattung Ludwig Windthorsts am 14. März 1891 wurde Gothia mit der Vertretung des KV betraut und folgte dem Sarg an der Spitze der Abordnungen vieler Korporationen und führte den Vorsitz bei der anschließenden Trauerkneipe. Im Sommersemester 1895 richtete die Gothia die Generalversammlung des KV in Hannover aus, im Wintersemester 1901/02 wurden dem Verein der Vorort im KV übertragen. Der Sport nahm im Vereinsleben im Zuge der wachsenden Turnbewegung eine größere Rolle ein.
Aufgrund stark gestiegener Mitgliederzahlen und der Gründung eines CV-Bundes an der Technischen Hochschule (AV Frisia) wurde im Wintersemester 1902/03 die erste Teilung der Gothia beschlossen, aus der als Tochterbund der AV Rheno-Guestphalia hervorging.

### Akademischer Kulturkampf
Dem Akademischen Kulturkampf voraus ging in Hannover im Wintersemester 1898/99 ein Antrag innerhalb der Studentenschaft, dem Alldeutschen Verband beizutreten, der angenommen wurde. Gothia beantragte daraufhin den Austritt aus diesem Verband mit der Begründung, dass dieser politische Bestrebungen verfolgte. Nach Ablehnung dieses Antrags beschwerte sich Gothia formell beim Rektor und dem Senat, die aber hiergegen nichts unternahmen. Die Angelegenheit geriet in Vergessenheit. Trotz der politischen Zurückhaltung war Gothia in der Folge u. a. am Aufbau der Bismarcksäule beteiligt.
Zu Beginn des Sommersemesters 1904 entbrannte der Akademische Kulturkampf in Hannover, der sich erstmals, anders als noch im Falle der KDStV Sugambria Jena, auch auf die nichtfarbentragenden KV-Verbindungen erstreckte und sich in der Folge auf das gesamte Reichsgebiet ausdehnte. Die nichtkonfessionellen Verbindungen beobachteten mit Argwohn die Gründung des AV Rheno-Guestphalia und der AV Frisia, es gingen Gerüchte über die Gründung weiterer konfessioneller Verbindungen um.
Der Ausgangspunkt zur Eskalation war ein Vorfall auf einer wissenschaftlichen Exkursion, auf der ein Professor beim Bier eine Rede hielt und sagte, dass „kulturfeindliche Elemente unter den Studenten wären, die sich von jenseits der Berge ihre Ansichten vorschreiben ließen“. Dabei war dem Professor unbekannt, dass Angehörige katholischer Korporationen an der Exkursion teilnahmen. Daraufhin legte die Gothia Beschwerde ein.
Als Reaktion stellten am 24. Juni 1904 der Deputierten-Convent der Burschenschaften und der VDSt Hannover auf der Studierenden-Versammlung der Technischen Hochschule Hannover die Anträge, konfessionelle Verbindungen von der Vertretung im Ausschuss auszuschließen und diese Verbindungen vom Rektor und Senat aufzulösen und zu verbieten seien. Darüber hinaus planten sie, eine Denkschrift an sämtliche Hochschulen mit der Bitte zu übersenden, sie in der Studentenschaft zur Sprache zu bringen.
Aufgrund formeller Verstöße wurden die Anträge auf der Versammlung am 30. Juni 1904 erneut beraten. Der Vertreter des VDSt und spätere Reichstagsabgeordnete und Mitglied im Parlamentarischen Rat Wilhelm Heile begründete den Antrag u. a. mit Inhalten der Akademischen Monatsblätter des KV und dass die hannoverschen katholischen Korporationen sich mit dem Gedanken der akademischen Freiheit nicht vertrügen, vielmehr Vertreter des Ultramontanismus seien. Die bei der ersten Versammlung nicht anwesenden Vertreter der Gothia und Rheno-Guestphalia legten vor rund 1.000 Studenten ihre Sicht dar, unterlagen jedoch bei der anschließenden Abstimmung. Daraufhin verließen die katholischen Korporationen den Saal. Sie erhoben Einspruch beim Rektor und Senat, wobei durch den Vertreter der Gothia angedrohnt wurde, die politischen Führer der Zentrumspartei zu benachrichtigen, sollte die Denkschrift verbreitet werden.
Am 30. November 1904 wurde der Antrag der Studierenden-Versammlung nach Intervention des preußischen Kultusministeriums in Person von Ministerialdirektor Friedrich Althoff zurückwiesen, da kein Grund vorliege, gegen bestehende und genehmigte Verbindungen, die sich keines Verstoßes gegen Disziplinarvorschriften schuldig gemacht hätten, mit Disziplinarstrafen vorzugehen. Dem Studierendenausschuss wurde durch den Oberpräsidenten Richard von Wentzel darüber hinaus ein Verweis erteilt. Darüber hinaus verbot Althoff dem Ausschuss, die Denkschrift an andere Studentenschaften zu versenden.
Die Zurückweisung des Antrages und der Verweis führten jedoch nicht zur Beruhigung der Lage, sondern zu einem erneuten Antrag auf Ausschluss der konfessionellen Verbindungen, wobei die hierzu nunmehr verfasste Denkschrift sämtlichen Hochschulen mit der Bitte übersandt wurde, sie in der Studentenschaft zur Sprache zu bringen. Der Akademische Kulturkampf griff hierdurch von Hannover aus auf weitere Kreise der Studentenschaft innerhalb des Reichsgebiets über. Der Rektor der Technischen Hochschule Hannover sah sich genötigt, den Studierenden-Ausschuss am 21. Januar 1905 aufzulösen und die Studierenden-Versammlung am 23. Januar 1905 zu verbieten. In der Folge organisierten die Studenten einen Streik und am 22. Februar 1905 einen Demonstrationszug, woraufhin der Streik im Preußischen Abgeordnetenhaus thematisiert wurde.
Die Kampfstimmung in der Studentschaft ebbte im Laufe des Wintersemesters 1905/06 ab.

### Nach dem Akademischen Kulturkampf
Im Laufe des Wintersemesters 1906/07 zog der Verein in eine Konstante in der Parkstraße 6, heute Wilhelm-Busch-Straße 22. In diese Straße sollte der Verein 50 Jahre später zurückkehren. Am 7. Dezember 1907 gründeten zwei Mitglieder der Gothia, die an der Tierärztlichen Hochschule Hannover studierten, mit dem KStV Visurgia in der hannoverschen Südstadt die zweite Tochterkorporation. Dieser Verein sollte später in den 90er Jahren federführend beim Versuch sein, Frauen als Mitglieder in den KV aufzunehmen, was letztlich scheiterte.
Im Jahr 1908 gründete sich des Weiteren ein Philisterverein der Gothia in Düsseldorf. Im Jahr 1912 bezog der Verein schließlich eine Etage in der Brühlstraße 9a. Zur Einweihung des Völkerschlachtdenkmals in Leipzig 1913 entsandte der Verein drei Vertreter. Nach Ausbruch des Ersten Weltkriegs wurde das Vereinsleben in deutlich beschränktem Maße fortgeführt.

### Weimarer Republik
Nach dem Friedensschluss hatte sich die Stimmung in der Studentenschaft gewandelt, Gothia und die anderen katholischen Korporationen wurden im März 1919 durch Beschluss der Allgemeinen Studentenversammlung wieder in die Studentenschaft aufgenommen. Aufgrund des enormen Mitgliederzuwachses wurde die Gothia am 2. Februar 1920 wiederum geteilt. Als dritte Tochterkorporation entstand der AV Grotenburg, der nach dem Zweiten Weltkrieg in Aachen rekonstituiert wurde und dort mit dem KStV Saxo-Lusatia zum heutigen KStV Grotenburg-Lusatia Aachen fusionierte. Darüber hinaus unterstützte Gothia in Clausthal-Zellerfeld die Gründung des KStV Salia durch wöchentliche Besuche zur Wissensvermittlung, der später im AV Glückauf-Salia im CV und KV aufgehen sollte.
Aufgrund der wachsenden politischen Unruhen im Reichsgebiet trat die Aktivitas der Gothia dem Studentenbataillon bei, welches im Laufe des Jahres 1919 und insbesondere im Anschluss an den Kapp-Putsch im März 1920 in Hannover eingesetzt wurde. Nach Beruhigung der Lage in Hannover beteiligte sich Gothia mit übrigen hannoverschen Zeitfreiwilligen an den Ruhrkämpfen. Ende April 1920 kehrte das Bataillon im Rahmen einer Schlussparade nach Hannover zurück, die Paul von Hindenburg abnahm.
1921 beteiligte sich Gothia insbesondere in Person von ihrem Mitglied Friedrich Frölich an der Gründung der Hannoverschen Hochschulgemeinschaft, Vereinigung von Freunden der Technischen Hochschule Hannover e.V., welche heute mit knapp 1.600 Mitgliedern unter dem Namen Leibniz Universitätsgesellschaft Hannover e.V. firmiert.
Sowohl 1924 als auch 1925 wurde auf den Generalversammlungen des KV der Antrag gestellt, allen Vereinen des KV die Führung der Bezeichnung Katholischer Studentenverein (KStV) aufzuerlegen. Die Gothia bestand aber auf historischen Gründen auf der Bezeichnung Akademischer Verein und wies darauf hin, dass durch den Zusatz im KV im Namen die Verbandszugehörigkeit deutlich genug würde, sodass die entsprechenden Anträge letztlich zurückgezogen wurden.
Im Wintersemester 1926/27 wurde in der Bergmannstraße 1 ein eigenes Haus erworben, sodass die Etage in der Brühlstraße aufgegeben werden konnte.

### Im Nationalsozialismus
Im Wintersemester 1933/34 musste, erzwungen durch die neuen Machthaber, eine Wohnkameradschaft in der Bergmannstraße eingerichtet und die demokratische Konstitution des Vereines zugunsten der Ernennung eines Korporations- und Burschenführers aufgegeben werden. Diese Umstände führten im Laufe der Jahre 1934 und 1935 immer wieder zu Streitigkeiten mit der Studentenschaft. Am 20. November 1935 erfolgte schließlich auf der Generalversammlung des KV in Hannover die Auflösung des Dachverbandes.
Gothia beschloss zunächst, dachverbandslos fortzubestehen, musste aber im Mai 1936 auf dem 60. Stiftungsfest die Selbstauflösung des Vereins beschließen. Zwischen 1936 und 1945 fanden gelegentliche informelle Treffen der Vereinsmitglieder statt. Das enteignete Haus in der Bergmannstraße wurde im Zuge der Bombardierungen im Weltkrieg zerstört. Wertvolles Mobiliar sowie die Vereinsfahne gingen in den Kriegswirren verloren.

### Nach dem Krieg bis heute

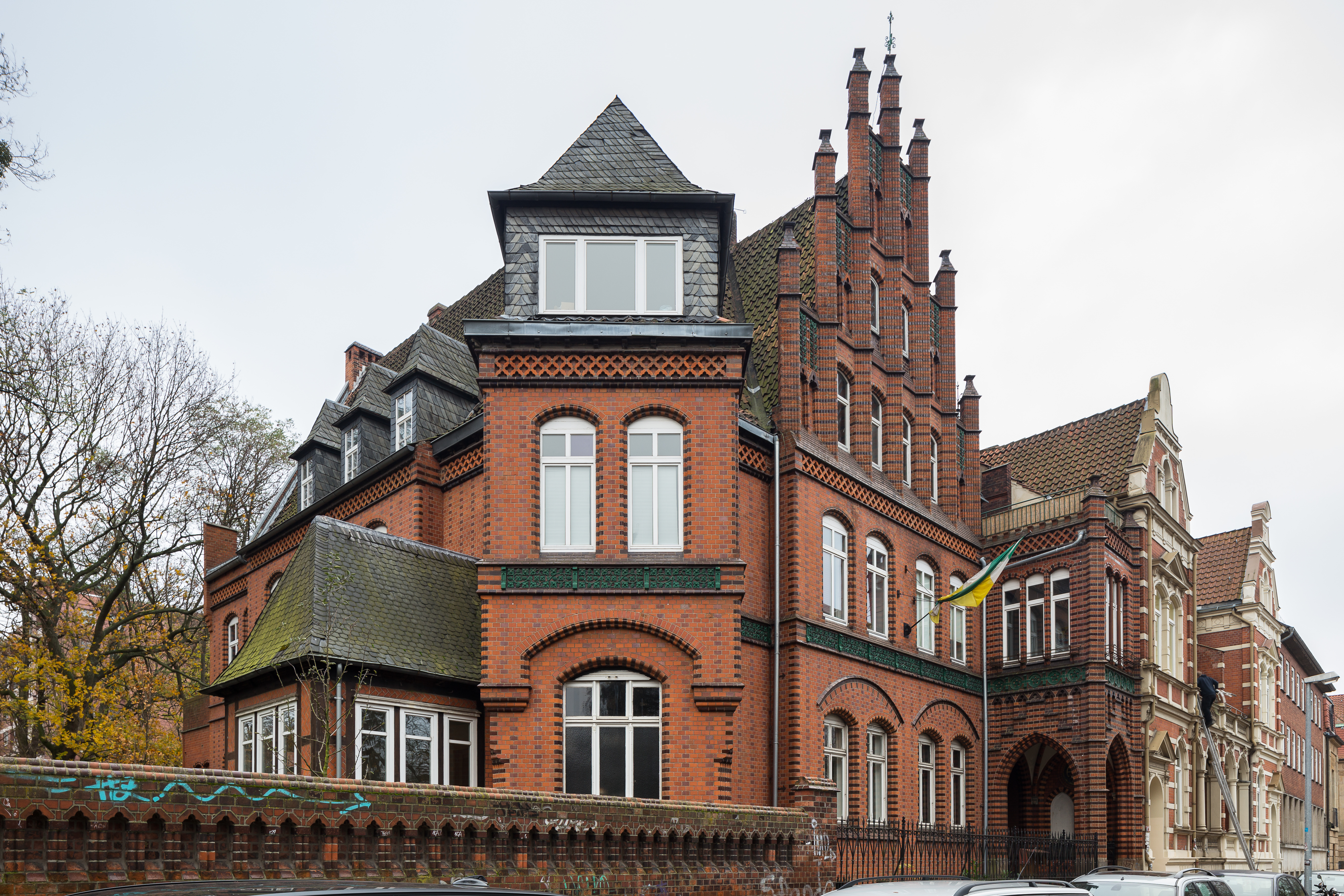
Haus des AV Gothia in der Wilhelm-Busch-Straße 24

Im Jahr 1946 wurde durch einige Mitglieder eine Mitgliederliste versendet, 1947 erfolgte die Wiederbegründung des Altherrenvereins. Im Verlauf des Sommers 1947 erfolgte mit dem Akademischen Club Goten die Wiederbegründung der Gothia, zunächst als studentischer Club und nicht als Verbindung. Die britische Militärregierung ließ den Verein am 21. Juli 1947 zu.
1950 wurde der Verein in Akademischer Verein Gothia umbenannt. Im selben Jahr wurde eine Wohnetage in der Marienstraße 59 bezogen, des Weiteren wurde der AV Rheno-Guestphalia wiederbegründet.
Im Zuge der 68er-Bewegung war das Verbindungsleben erheblichen Umwälzungen unterworfen. Neben der erstmaligen Aufnahme von Protestanten wurde bis in die frühen 90er Jahre andauernd die Unterscheidung von Füchsen und Burschen und viele studentische Traditionen wie Kneipen aufgegeben. Im Laufe der 90er drehte sich diese Entwicklung wieder um, sodass wieder Bierfamilien gegründet, Kneipen geschlagen und chargiert wurde und bis heute wird. Heute besteht die Verbindung aus rund 200 Alten Herren und Aktiven. Der Verein engagiert sich innerhalb der Katholischen Hochschulgemeinde Hannover sowie bei karikativen Aktionen.

## Bekannte Mitglieder
- Wilhelm Maxen (1867–1946), Priester und Politiker der Zentrumspartei, Mitglied der Weimarer Nationalversammlung und des Reichstages 1919–1921
- Sturm Kegel (1892–1979), deutscher Architekt, Stadtplaner und Baubeamter, Pionier der Luftreinhaltung in Deutschland
- Georg Kegel (1857–1912), deutscher Architekt des Historismus
- Eduard Endler (1860–1932), deutscher Architekt, Schüler von Conrad Wilhelm Hase
- Georg Humann (1847–1932), deutscher Kunsthistoriker
- Erich Hochstädt (1929–2009), Professor, Dekan und Rektor der Fachhochschule Oldenburg/Ostfriesland/Wilhelmshaven
- Rudolf ten Hompel (1878–1948), Industrieller und Politiker der Zentrumspartei, Mitglied des Reichstages 1920–1928
- Bernhard Pfad, Innenminister des Landes Hannover 1946
- Hans Güldenpfennig (1875–1945), deutscher Architekt, 1928–1944 Kölner Dombaumeister
- Georg Güldenpfennig, (1873–1914), deutscher Architekt, Erbauer der Laurentiuskirche in Groß Strehlitz sowie des Landgerichts Essen